# Rosenborg Ballklub 2021
Questa voce raccoglie le informazioni riguardanti il Rosenborg Ballklub nelle competizioni ufficiali della stagione 2021.

## Stagione
Il Rosenborg ha chiuso la stagione al 5º posto, mentre l'avventura nel Norgesmesterskapet si è conclusa al terzo turno, con l'eliminazione subita per mano del Viking. Per quanto concerne invece l'Europa Conference League, il percorso del Rosenborg si è concluso agli spareggi, venendo sconfitto dai francesi del Rennes.

## Maglie e sponsor
Lo sponsor tecnico per la stagione 2021 è stato Adidas, mentre lo sponsor ufficiale è stato SpareBank 1. La divisa casalinga era composta da una maglietta bianca con inserti neri, pantaloncini neri e calzettoni bianchi. Quella da trasferta era invece costituita da una maglia nera, con pantaloncini bianchi e calzettoni neri. La terza divisa prevedeva una maglietta rosa con rifiniture nere, con pantaloncini e calzettoni neri.
| Casa | Trasferta | Terza divisa |

## Rosa
| N. |                       | Ruolo | Calciatore              |
| -- | --------------------- | ----- | ----------------------- |
| 1  | Norvegia (bandiera)   | P     | André Hansen            |
| 2  | Norvegia (bandiera)   | D     | Erlend Dahl Reitan      |
| 3  | Svezia (bandiera)     | D     | Jonathan Augustinsson   |
| 4  | Norvegia (bandiera)   | C     | Vebjørn Hoff            |
| 5  | Norvegia (bandiera)   | C     | Per Ciljan Skjelbred    |
| 6  | Norvegia (bandiera)   | C     | Alexander Tettey        |
| 7  | Norvegia (bandiera)   | C     | Markus Henriksen        |
| 8  | Norvegia (bandiera)   | C     | Anders Konradsen        |
| 9  | Montenegro (bandiera) | A     | Dino Islamović          |
| 10 | Svezia (bandiera)     | A     | Guillermo Molins        |
| 11 | Danimarca (bandiera)  | A     | Carlo Holse             |
| 13 | Norvegia (bandiera)   | P     | Julian Faye Lund        |
| 14 | Svezia (bandiera)     | A     | Rasmus Wiedesheim-Paul  |
| 15 | Islanda (bandiera)    | D     | Hólmar Örn Eyjólfsson   |
| 16 | Norvegia (bandiera)   | D     | Even Hovland            |
| 18 | Norvegia (bandiera)   | A     | Noah Holm               |
| 18 | Norvegia (bandiera)   | C     | Kristoffer Zachariassen |

| N. |                                 | Ruolo | Calciatore      |
| -- | ------------------------------- | ----- | --------------- |
| 19 | Norvegia (bandiera)             | D     | Adrian Pereira  |
| 20 | Norvegia (bandiera)             | C     | Edvard Tagseth  |
| 21 | Norvegia (bandiera)             | C     | Olaus Skarsem   |
| 22 | Svezia (bandiera)               | C     | Stefano Vecchia |
| 23 | Svezia (bandiera)               | C     | Pavle Vagić     |
| 24 | Norvegia (bandiera)             | P     | Sander Tangvik  |
| 25 | Svezia (bandiera)               | D     | Adam Andersson  |
| 26 | Bosnia ed Erzegovina (bandiera) | D     | Besim Šerbečić  |
| 27 | Norvegia (bandiera)             | A     | Ole Sæter       |
| 32 | Norvegia (bandiera)             | A     | Emanuel Kulego  |
| 35 | Norvegia (bandiera)             | A     | Emil Ceide      |
| 36 | Norvegia (bandiera)             | A     | Ingmar Austberg |
| 37 | Norvegia (bandiera)             | A     | Paweł Chrupałła |
| 38 | Norvegia (bandiera)             | D     | Mikkel Ceide    |
| 39 | Norvegia (bandiera)             | C     | Marius Broholm  |
| 42 | Norvegia (bandiera)             | A     | Magnus Hammerås |
| 43 | Norvegia (bandiera)             | D     | Håkon Røsten    |

## Calciomercato

### Sessione invernale(dal 15/01 al 24/03)
| Arrivi           | Arrivi                | Arrivi           | Arrivi        |
| R.               | Nome                  | da               | Modalità      |
| ---------------- | --------------------- | ---------------- | ------------- |
| D                | Adam Andersson        |                  | svincolato    |
| D                | Jonathan Augustinsson | Djurgården       | definitivo    |
| D                | Håkon Røsten          | Oppdal           | definitivo    |
| D                | Besim Šerbečić        | Sarajevo         | fine prestito |
| C                | Vebjørn Hoff          | Odd              | definitivo    |
| C                | Stefano Vecchia       |                  | svincolato    |
| A                | Ole Sæter             | Ranheim          | definitivo    |
| Altre operazioni |                       |                  |               |
| R.               | Nome                  | da               | Modalità      |
| D                | Torbjørn Heggem       | Ranheim          | fine prestito |
| D                | Sondre Skogen         | Feyenoord        | fine prestito |
| D                | Gustav Valsvik        | Stabæk           | fine prestito |
| C                | Đorđe Denić           | Apollōn Limassol | fine prestito |
| A                | Erik Botheim          | Stabæk           | fine prestito |
| A                | Filip Brattbakk       | Raufoss          | fine prestito |

| Partenze | Partenze              | Partenze         | Partenze   |
| R.       | Nome                  | a                | Modalità   |
| -------- | --------------------- | ---------------- | ---------- |
| P        | Rasmus Sandberg       | Stjørdals-Blink  | definitivo |
| D        | Vegar Eggen Hedenstad |                  | svincolato |
| D        | Torbjørn Heggem       | Sandnes Ulf      | definitivo |
| D        | Warren Kamanzi        | Ranheim          | prestito   |
| D        | Pa Konate             |                  | svincolato |
| D        | Tore Reginiussen      |                  | svincolato |
| D        | Sondre Skogen         | Feyenoord        | definitivo |
| D        | Gustav Valsvik        | Strømsgodset     | definitivo |
| C        | Gjermund Åsen         | Lillestrøm       | prestito   |
| C        | Đorđe Denić           | Apollōn Limassol | definitivo |
| A        | Samuel Adegbenro      | IFK Norrköping   | definitivo |
| A        | Teodor Berg Haltvik   |                  | svincolato |
| A        | Erik Botheim          | Bodø/Glimt       | definitivo |
| A        | Filip Brattbakk       | Ranheim          | prestito   |
| A        | Pål André Helland     | Lillestrøm       | definitivo |
| A        | Andreas Helmersen     |                  | svincolato |
| A        | Franklin Nyenetue     |                  | svincolato |

### Sessione primaverile(dal 29/04 al 12/05)
| Arrivi | Arrivi           | Arrivi | Arrivi     |
| R.     | Nome             | da     | Modalità   |
| ------ | ---------------- | ------ | ---------- |
| C      | Alexander Tettey |        | svincolato |
| A      | Guillermo Molins |        | svincolato |

| Partenze | Partenze         | Partenze | Partenze |
| R.       | Nome             | a        | Modalità |
| -------- | ---------------- | -------- | -------- |
| P        | Julian Faye Lund | HamKam   | prestito |

### Tra la sessione primaverile e la sessione estiva
| Arrivi | Arrivi | Arrivi | Arrivi   |
| R.     | Nome   | da     | Modalità |
| ------ | ------ | ------ | -------- |

| Partenze | Partenze                | Partenze        | Partenze   |
| R.       | Nome                    | a               | Modalità   |
| -------- | ----------------------- | --------------- | ---------- |
| C        | Kristoffer Zachariassen | Ferencváros     | definitivo |
| A        | Paweł Chrupałła         | Stjørdals-Blink | prestito   |

### Sessione estiva(dal 01/08 al 31/08)
| Arrivi | Arrivi           | Arrivi            | Arrivi        |
| R.     | Nome             | da                | Modalità      |
| ------ | ---------------- | ----------------- | ------------- |
| P      | Julian Faye Lund | HamKam            | fine prestito |
| D      | Adrian Pereira   | PAOK              | definitivo    |
| C      | Olaus Skarsem    | Kristiansund BK   | definitivo    |
| C      | Pavle Vagić      | Malmö FF          | definitivo    |
| A      | Noah Holm        | Vitória Guimarães | definitivo    |

| Partenze | Partenze         | Partenze        | Partenze   |
| R.       | Nome             | a               | Modalità   |
| -------- | ---------------- | --------------- | ---------- |
| D        | Mikkel Ceide     | Ranheim         | prestito   |
| A        | Guillermo Molins | Sarpsborg 08    | definitivo |
| A        | Ole Sæter        | Ullensaker/Kisa | prestito   |

## Risultati

### Eliteserien

#### Girone di andata
| Arbitro: | Hansen (Feda) |

|                    |           |                  |
| Hovland 39’ (aut.) | Marcatori | 44’ Zachariassen |

| Arbitro: | Hagenes (Flaktveit) |

|                                                                      |           |  |
| Henriksen 25’ Vecchia 45’ Eyjólfsson 58’ Zachariassen 71’ Molins 74’ | Marcatori |  |

| Arbitro: | Steen (Bergen) |

|                    |           |                               |
| Botheim 9’ Fet 52’ | Marcatori | 23’ Holse 88’ Wiedesheim-Paul |

| Arbitro: | Eskås (Oslo) |

|                            |           |                                    |
| Zachariassen 43’ Holse 78’ | Marcatori | 9’ Hussain 87’ Hestad 90’ Bjørnbak |

| Arbitro: | Hobber Nilsen (Oslo) |

|                    |           |                        |
| Normann Hansen 51’ | Marcatori | 35’ Hovland 90’ Molins |

| Arbitro: | Steen (Bergen) |

|                                                                |           |                            |
| Wiedesheim-Paul 47’ E. Ceide 61’ Zachariassen 74’ Šerbečić 77’ | Marcatori | 14’ Wangberg 90’ Edvardsen |

| Arbitro: | Hagenes (Flaktveit) |

|                                 |           |                    |
| Stengel 62’ (rig.) Stenevik 87’ | Marcatori | 2’ Wiedesheim-Paul |

| Arbitro: | Hansen (Feda) |

|  |           |               |
|  | Marcatori | 62’ Thomassen |

| Arbitro: | Hobber Nilsen (Oslo) |

|                      |           |  |
| Helland 12’ Åsen 90’ | Marcatori |  |

| Trondheim 30 giugno 2021, ore 18:00 10ª giornata | Rosenborg       | 0 – 0 referto | Haugesund | Lerkendal Stadion (5.000 spett.)\| Arbitro: \| Amland (Bergen) \| |
| Arbitro:                                         | Amland (Bergen) |               |           |                                                                   |

| Arbitro: | Hansen (Feda) |

|                              |           |                                |
| Rólantsson 38’ Lauritsen 90’ | Marcatori | 17’ Islamović 45’ Zachariassen |

| Arbitro: | S. Moen (Haugesund) |

|               |           |  |
| Islamović 15’ | Marcatori |  |

| Arbitro: | Eskås (Oslo) |

|             |           |                                     |
| Totland 29’ | Marcatori | 35’ Islamović 68’ Holse 78’ Tagseth |

| Arbitro: | Hagen (Grue) |

|                            |           |                            |
| Zachariassen 11’, 84’, 90’ | Marcatori | 49’ Kristiansen 54’ Taylor |

| Arbitro: | Nilsen (Oslo) |

|            |           |                               |
| Stokke 66’ | Marcatori | 31’ Dahl Reitan 57’ Konradsen |

#### Girone di ritorno
| Arbitro: | Eskås (Oslo) |

|                                                   |           |  |
| Eyjólfsson 2’ Holm 10’ Vecchia 15’, 84’ Ceide 59’ | Marcatori |  |

| Arbitro: | Aslam |

|                     |           |             |
| Bell 54’ Tripić 64’ | Marcatori | 45’ Skarsem |

| Arbitro: | Eskås (Oslo) |

|                                   |           |                          |
| Holm 21’ E. Ceide 25’ Vecchia 90’ | Marcatori | 36’ Totland 51’ Ondrášek |

| Arbitro: | S. Smehus Kringstad (Oslo) |

|               |           |                                       |
| Halvorsen 76’ | Marcatori | 22’ Vecchia 33’ Skjelbred 56’ Vecchia |

| Arbitro: | Moen (Haugesund) |

|                           |           |                |
| Vecchia 26’, 74’ Holm 90’ | Marcatori | 54’ K. Eriksen |

| Arbitro: | Steen (Bergen) |

|                  |           |  |
| Strand Nilsen 9’ | Marcatori |  |

| Arbitro: | Saggi (Drammen) |

|                          |           |                       |
| Vecchia 24’ E. Ceide 58’ | Marcatori | 20’ Jatta 68’ O. Holm |

| Arbitro: | Amland (Bergen) |

|                                         |           |                 |
| Holse 6’, 20’ Vecchia 17’ Islamović 64’ | Marcatori | 68’ Ruud Tveter |

| Haugesund 27 ottobre 2021, ore 18:00 24ª giornata | Haugesund     | 0 – 0 referto | Rosenborg | Haugesund Stadion (4.228 spett.)\| Arbitro: \| Hansen Grøtta \| |
| Arbitro:                                          | Hansen Grøtta |               |           |                                                                 |

| Arbitro: | Hansen (Feda) |

|             |           |                                           |
| Hovland 22’ | Marcatori | 68’ Mathew 79’ Lehne Olsen 86’ Pettersson |

| Arbitro: | Eskås (Oslo) |

|                      |           |                     |
| Finne 23’ Taylor 25’ | Marcatori | 17’ Ceide 54’ Holse |

| Arbitro: | Hagenes (Flaktveit) |

|                                                        |           |               |
| Omoijuanfo 29’ Wolff Eikrem 39’ Sinyan 61’ Breivik 89’ | Marcatori | 56’ Islamović |

| Trondheim 28 novembre 2021, ore 17:00 28ª giornata | Rosenborg       | 0 – 0 referto | Bodø/Glimt | Lerkendal Stadion (10.910 spett.)\| Arbitro: \| Saggi (Drammen) \| |
| Arbitro:                                           | Saggi (Drammen) |               |            |                                                                    |

| Arbitro: | Hagen (Grue) |

|           |           |                                       |
| Azemi 73’ | Marcatori | 57’ Holse 60’ Islamović 76’ Konradsen |

| Arbitro: | Steen (Bergen) |

|                                        |           |                                |
| Vecchia 66’ (rig.) Wiedesheim-Paul 85’ | Marcatori | 13’ Vilsvik 21’ (aut.) Hovland |

### Norgesmesterskapet
| Arbitro: | Barsøe |

|  |           | |
|  | Marcatori | 24’ Islamović 57’ Hovland 72’, 76’ Wiedesheim-Paul 90’ Broholm 90’ (aut.) Loeng Grilstad 90’ Šerbečić |

| Arbitro: | Hansen Grøtta |

|                      |           | |
| Bjørkli Helgetun 38’ | Marcatori | 11’, 43’ Skarsem 16’, 30’, 34’, 51’ Islamović 22’ Dahl Reitan 23’, 60’, 88’ E. Ceide 63’ Konradsen |

| Arbitro: | Saggi (Drammen) |

|                                      |           |           |
| Løkberg 33’ de Lanlay 49’ Tripić 79’ | Marcatori | 61’ Holse |

## Statistiche

### Statistiche di squadra
| Competizione       | Punti | In casa | In casa | In casa | In casa | In casa | In casa | In trasferta | In trasferta | In trasferta | In trasferta | In trasferta | In trasferta | Totale | Totale | Totale | Totale | Totale | Totale | DR  |
| Competizione       | Punti | G       | V       | N       | P       | Gf      | Gs      | G            | V            | N            | P            | Gf           | Gs           | G      | V      | N      | P      | Gf     | Gs     | DR  |
| ------------------ | ----- | ------- | ------- | ------- | ------- | ------- | ------- | ------------ | ------------ | ------------ | ------------ | ------------ | ------------ | ------ | ------ | ------ | ------ | ------ | ------ | --- |
| Eliteserien        | 48    | 15      | 8       | 4       | 3       | 35      | 19      | 15           | 5            | 5            | 5            | 23           | 23           | 30     | 13     | 9      | 8      | 58     | 42     | +16 |
| Norgesmesterskapet | -     | 0       | 0       | 0       | 0       | 0       | 0       | 3            | 2            | 0            | 1            | 19           | 4            | 3      | 2      | 0      | 1      | 19     | 4      | +15 |
| Totale             | -     | 15      | 8       | 4       | 3       | 35      | 19      | 18           | 7            | 5            | 6            | 42           | 27           | 33     | 15     | 9      | 9      | 77     | 46     | +31 |

### Andamento in campionato
| Giornata  | 1 | 2 | 3 | 4 | 5 | 6 | 7 | 8 | 9 | 10 | 11 | 12 | 13 | 14 | 15 | 16 | 17 | 18 | 19 | 20 | 21 | 22 | 23 | 24 | 25 | 26 | 27 | 28 | 29 | 30 |
| --------- | - | - | - | - | - | - | - | - | - | -- | -- | -- | -- | -- | -- | -- | -- | -- | -- | -- | -- | -- | -- | -- | -- | -- | -- | -- | -- | -- |
| Luogo     | T | C | T | C | T | C | T | C | T | C  | T  | C  | T  | C  | T  | C  | T  | C  | T  | C  | T  | C  | C  | T  | C  | T  | T  | C  | T  | C  |
| Risultato | N | V | N | P | V | V | P | P | P | N  | N  | V  | V  | V  | V  | V  | P  | V  | V  | V  | P  | N  | V  | N  | P  | N  | P  | N  | V  | N  |
| Posizione | 6 | 3 | 5 | 9 | 6 | 3 | 6 | 8 | 9 | 11 | 11 | 9  | 7  | 5  | 4  | 3  | 5  | 4  | 4  | 3  | 4  | 4  | 3  | 4  | 4  | 4  | 4  | 5  | 4  | 5  |

Fonte:  Eliteserien 2021, su altomfotball.no, Altomfotball.
Legenda:

Luogo: C = Casa; T = Trasferta. Risultato: V = Vittoria; N = Pareggio; P = Sconfitta.

### Statistiche dei giocatori
| Giocatore          | Eliteserien | Eliteserien | Eliteserien | Eliteserien | Norgesmesterskapet | Norgesmesterskapet | Norgesmesterskapet | Norgesmesterskapet | Europa Conference League | Europa Conference League | Europa Conference League | Europa Conference League | Altre coppe | Altre coppe | Altre coppe | Altre coppe | Totale   | Totale | Totale      | Totale     |
| Giocatore          | Presenze    | Reti        | Ammonizioni | Espulsioni  | Presenze           | Reti               | Ammonizioni        | Espulsioni         | Presenze                 | Reti                     | Ammonizioni              | Espulsioni               | Presenze    | Reti        | Ammonizioni | Espulsioni  | Presenze | Reti   | Ammonizioni | Espulsioni |
| ------------------ | ----------- | ----------- | ----------- | ----------- | ------------------ | ------------------ | ------------------ | ------------------ | ------------------------ | ------------------------ | ------------------------ | ------------------------ | ----------- | ----------- | ----------- | ----------- | -------- | ------ | ----------- | ---------- |
| A. Andersson       | 28          | 0           | 3           | 1           | 3                  | 0                  | 0                  | 0                  | 6                        | 1                        | 1                        | 0                        |             |             |             |             | 37       | 1      | 4           | 1          |
| J. Augustinsson    | 10          | 0           | 2           | 0           | 1                  | 0                  | 0                  | 0                  | 3                        | 0                        | 0                        | 0                        |             |             |             |             | 14       | 0      | 2           | 0          |
| I. Austberg        | 0           | 0           | 0           | 0           | 0                  | 0                  | 0                  | 0                  | 0                        | 0                        | 0                        | 0                        |             |             |             |             | 0        | 0      | 0           | 0          |
| M. Broholm         | 0           | 0           | 0           | 0           | 1                  | 1                  | 0                  | 0                  | 0                        | 0                        | 0                        | 0                        |             |             |             |             | 1        | 1      | 0           | 0          |
| E. Ceide           | 24          | 5           | 2           | 0           | 3                  | 3                  | 1                  | 0                  | 6                        | 2                        | 0                        | 0                        |             |             |             |             | 33       | 10     | 3           | 0          |
| M. Ceide           | 1           | 0           | 0           | 0           | 2                  | 0                  | 0                  | 0                  | 1                        | 0                        | 0                        | 0                        |             |             |             |             | 4        | 0      | 0           | 0          |
| P. Chrupałła       | 0           | 0           | 0           | 0           | 0                  | 0                  | 0                  | 0                  | 0                        | 0                        | 0                        | 0                        |             |             |             |             | 0        | 0      | 0           | 0          |
| E. Dahl Reitan     | 28          | 1           | 4           | 0           | 3                  | 1                  | 1                  | 0                  | 6                        | 1                        | 2                        | 0                        |             |             |             |             | 37       | 3      | 7           | 0          |
| H. Eyjólfsson      | 16          | 2           | 5           | 0           | 0                  | 0                  | 0                  | 0                  | 6                        | 0                        | 0                        | 0                        |             |             |             |             | 22       | 2      | 5           | 0          |
| J. Faye Lund       | 5           | -4          | 0           | 0           | 0                  | 0                  | 0                  | 0                  | 0                        | 0                        | 0                        | 0                        |             |             |             |             | 5        | -4     | 0           | 0          |
| M. Hammerås        | 0           | 0           | 0           | 0           | 1                  | 0                  | 0                  | 0                  | 0                        | 0                        | 0                        | 0                        |             |             |             |             | 1        | 0      | 0           | 0          |
| A. Hansen          | 26          | -38         | 0           | 0           | 3                  | -4                 | 0                  | 0                  | 6                        | -8                       | 0                        | 0                        |             |             |             |             | 35       | -50    | 0           | 0          |
| M. Henriksen       | 9           | 1           | 2           | 0           | 0                  | 0                  | 0                  | 0                  | 0                        | 0                        | 0                        | 0                        |             |             |             |             | 9        | 1      | 2           | 0          |
| V. Hoff            | 16          | 0           | 3           | 0           | 2                  | 0                  | 0                  | 0                  | 5                        | 0                        | 1                        | 0                        |             |             |             |             | 23       | 0      | 4           | 0          |
| N. Holm            | 15          | 3           | 2           | 0           | 2                  | 0                  | 0                  | 0                  | 4                        | 2                        | 0                        | 0                        |             |             |             |             | 21       | 5      | 2           | 0          |
| C. Holse           | 29          | 7           | 0           | 0           | 2                  | 1                  | 0                  | 0                  | 6                        | 1                        | 0                        | 0                        |             |             |             |             | 37       | 9      | 0           | 0          |
| E. Hovland         | 29          | 2           | 1           | 0           | 3                  | 1                  | 1                  | 0                  | 6                        | 0                        | 0                        | 0                        |             |             |             |             | 38       | 3      | 2           | 0          |
| D. Islamović       | 21          | 6           | 3           | 0           | 2                  | 5                  | 1                  | 0                  | 5                        | 4                        | 1                        | 0                        |             |             |             |             | 28       | 15     | 5           | 0          |
| A. Konradsen       | 16          | 2           | 0           | 0           | 2                  | 1                  | 0                  | 0                  | 6                        | 0                        | 0                        | 0                        |             |             |             |             | 24       | 3      | 0           | 0          |
| E. Kulego          | 0           | 0           | 0           | 0           | 0                  | 0                  | 0                  | 0                  | 0                        | 0                        | 0                        | 0                        |             |             |             |             | 0        | 0      | 0           | 0          |
| G. Molins          | 10          | 2           | 1           | 0           | 0                  | 0                  | 0                  | 0                  | 1                        | 0                        | 0                        | 0                        |             |             |             |             | 11       | 2      | 1           | 0          |
| A. Pereira         | 2           | 0           | 0           | 0           | 0                  | 0                  | 0                  | 0                  | 0                        | 0                        | 0                        | 0                        |             |             |             |             | 2        | 0      | 0           | 0          |
| H. Røsten          | 0           | 0           | 0           | 0           | 0                  | 0                  | 0                  | 0                  | 0                        | 0                        | 0                        | 0                        |             |             |             |             | 0        | 0      | 0           | 0          |
| O. Sæter           | 1           | 0           | 0           | 0           | 0                  | 0                  | 0                  | 0                  | 0                        | 0                        | 0                        | 0                        |             |             |             |             | 1        | 0      | 0           | 0          |
| B. Šerbečić        | 8           | 1           | 1           | 0           | 2                  | 1                  | 0                  | 0                  | 0                        | 0                        | 0                        | 0                        |             |             |             |             | 10       | 2      | 1           | 0          |
| O. Skarsem         | 16          | 1           | 1           | 0           | 2                  | 0                  | 0                  | 0                  | 3                        | 0                        | 0                        | 0                        |             |             |             |             | 21       | 1      | 1           | 0          |
| P. Skjelbred       | 17          | 1           | 4           | 0           | 1                  | 0                  | 0                  | 0                  | 0                        | 0                        | 0                        | 0                        |             |             |             |             | 18       | 1      | 4           | 0          |
| E. Tagseth         | 21          | 1           | 3           | 0           | 3                  | 0                  | 1                  | 0                  | 5                        | 0                        | 2                        | 0                        |             |             |             |             | 29       | 1      | 6           | 0          |
| S. Tangvik         | 0           | 0           | 0           | 0           | 1                  | 0                  | 0                  | 0                  | 0                        | 0                        | 0                        | 0                        |             |             |             |             | 1        | 0      | 0           | 0          |
| A. Tettey          | 6           | 0           | 2           | 0           | 0                  | 0                  | 0                  | 0                  | 6                        | 0                        | 0                        | 0                        |             |             |             |             | 12       | 0      | 2           | 0          |
| P. Vagić           | 9           | 0           | 2           | 0           | 1                  | 0                  | 0                  | 0                  | 0                        | 0                        | 0                        | 0                        |             |             |             |             | 10       | 0      | 2           | 0          |
| S. Vecchia         | 17          | 11          | 0           | 0           | 1                  | 0                  | 0                  | 0                  | 5                        | 3                        | 1                        | 0                        |             |             |             |             | 23       | 14     | 1           | 0          |
| R. Wiedesheim-Paul | 18          | 4           | 0           | 0           | 2                  | 2                  | 0                  | 0                  | 1                        | 0                        | 0                        | 0                        |             |             |             |             | 21       | 6      | 0           | 0          |
| K. Zachariassen    | 12          | 8           | 4           | 0           | 0                  | 0                  | 0                  | 0                  | 0                        | 0                        | 0                        | 0                        |             |             |             |             | 12       | 8      | 4           | 0          |